# Pachycraerus curtistriatus
Pachycraerus curtistriatus är en skalbaggsart som beskrevs av Lewis 1913. Pachycraerus curtistriatus ingår i släktet Pachycraerus och familjen stumpbaggar. Inga underarter finns listade i Catalogue of Life.